# The Best of the Best: 1984-2000, Vol. 1
The Best of the Best: 1984-2000, Vol. 1 är ett samlingsalbum av musikgruppen W.A.S.P., utgivet 2000.
1. Saturday Night's Alright For Fighting
2. Animal (Fuck Like A Beast)
3. I Wanna Be Somebody
4. L.O.V.E. Machine
5. On Your Knees
6. Show No Mercy
7. Blind In Texas
8. Wild Child
9. Sex Drive
10. 9.5 N.A.S.T.Y.
11. Mean Man
12. Chainsaw Charlie (Murders In The New Morgue)
13. Unreal
14. Helldorado
15. Dirty Balls